# San Pedro Xoloco
San Pedro Xoloco är en ort i Mexiko.   Den ligger i kommunen Teziutlán och delstaten Puebla, i den sydöstra delen av landet, 190 km öster om huvudstaden Mexico City. San Pedro Xoloco ligger 2 044 meter över havet och antalet invånare är 178.
Terrängen runt San Pedro Xoloco är bergig. Runt San Pedro Xoloco är det ganska tätbefolkat, med 179 invånare per kvadratkilometer. Närmaste större samhälle är Teziutlan, 2,6 km norr om San Pedro Xoloco. I omgivningarna runt San Pedro Xoloco växer huvudsakligen savannskog.